# Heimatmuseum Dargun
Das ehemalige Gästehaus des Klosters wurde zum Heimatmuseum Dargun – Uns lütt Museum – in Dargun (Mecklenburg-Vorpommern), Schloss 13 / Klosterdamm 6. Das Gebäude entstand im 14. Jahrhundert und steht heute unter Denkmalschutz.

## Geschichte
Dargun, mit um 4329 Einwohnern (2019), entstand im Mittelalter beim Dorf Röcknitz, das 1216 erstmals erwähnt wurde.
Die Klosteranlage wurde ab 1172 von Zisterziensermönchen erbaut, dann verwüstet, ab 1216 wieder besiedelt, um 1550 säkularisiert und ab 1556 von Herzog Ulrich I. von Mecklenburg-Güstrow zum Schloss Dargun ausgebaut. Es brannte im Mai 1945 ab und wurde im Rahmen der Städtebauförderung nach 1991 baulich bestandsgesichert und einige Gebäude schrittweise wieder aufgebaut.
Das südlich der Toranlage zum Schloss stehende zweigeschossige gotische ehemalige Gästehaus des Klosters stammt aus der zweiten Hälfte des 14. Jahrhunderts und der Westgiebel mit dem dekorativen Vierpass-Maßwerkfries aus dem frühen 15. Jahrhundert. Nach der Auflösung des Klosters fanden umfangreiche Umbauten statt, verbunden mit der Entfernung der mittelalterlichen Gewölbe und der meisten alten Pfeilerstellungen. Erhalten blieb im südöstlichen Teil ein mittelalterlicher Raum. Das zweischiffige Bauwerk mit neun Jochen und spitzbogigen Fenstern hatte im Westteil früher einen großen rechteckigen gewölbten Saal und östlich kleinere Räume sowie ein Portal und zwei Tore. Der Kamin gehörte zur ehemaligen Küche.
Der Bau wurde nach 1991 bis 1996 im Rahmen der Städtebauförderung als „Uns lütt Museum“ auf 760 m² zum 1992 gegründeten Heimatmuseum „zum Anfassen und Ausprobieren“ umgebaut. In 17 Räumen und im Freigelände (um 1200 m²) besteht eine umfassende Sammlung aus verschiedenen Bereichen. Aktionstage gehören zum Programm des Museums. Ein Museumsverein betreut das Haus. Gezeigt werden u. a.: Wohnräume von um 1900; Naturräume Wald, Wiesen und Wasser; Geräte und Utensilien des täglichen Gebrauchs, zur Eisenbahn, zur Medizin, zum Handwerk, zur Ernte, zum bäuerlichen Betrieb, zur Schule, zur Vertreibung von 1945 und zum Kloster.